# Drei Säulen des Donnernden Jupiter

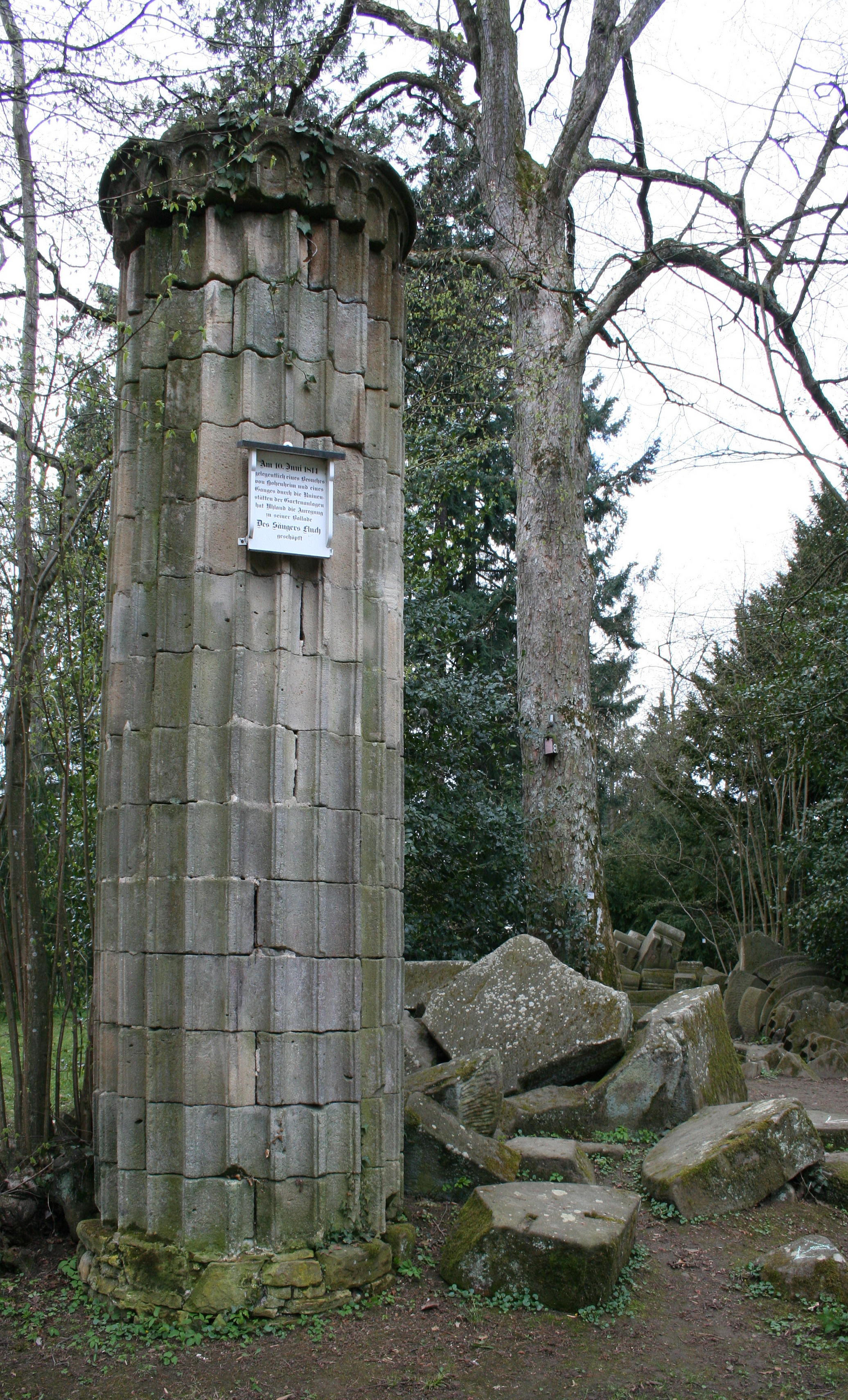

Die Drei Säulen des Donnernden Jupiter sind eine zwischen 1778 und 1785 errichtete Ruinenarchitektur im Exotischen Garten der Universität Hohenheim in Stuttgart. Sie sind eines von drei Objekten, die von den ursprünglich 60 Kleinarchitekturen des Englischen Dorfes noch erhalten sind. Die Säulen stellen die Nachbildung der Reste des Tempels des Vespasian und des Titus auf dem Forum Romanum in Rom dar, der früher für den Tempel des Donnernden Jupiter gehalten wurde.
Von den drei Säulen der Tempelruine steht nur noch eine aufrecht inmitten eines Trümmerfelds. Bei einem Spaziergang wurde Ludwig Uhland 1814 angesichts der verfallenen Ruine zu seiner Ballade „Des Sängers Fluch“ angeregt.

## Lage
Die Säulenruine liegt im Exotischen Garten im Westen der Hohenheimer Gärten, in der Nähe des Wirtshauses Zur Stadt Rom. Man erreicht die Ruine über den Haupteingang bei dem Wirtshaus Garbe über den Fußweg parallel zur Paracelsusstraße. Der historische „Grund-Riss der englischen Anlage von Hohenheim“ von Viktor Heideloff zeigt als Nummer 31: „Die 3 Saeulen des donnernden Jupiters“.

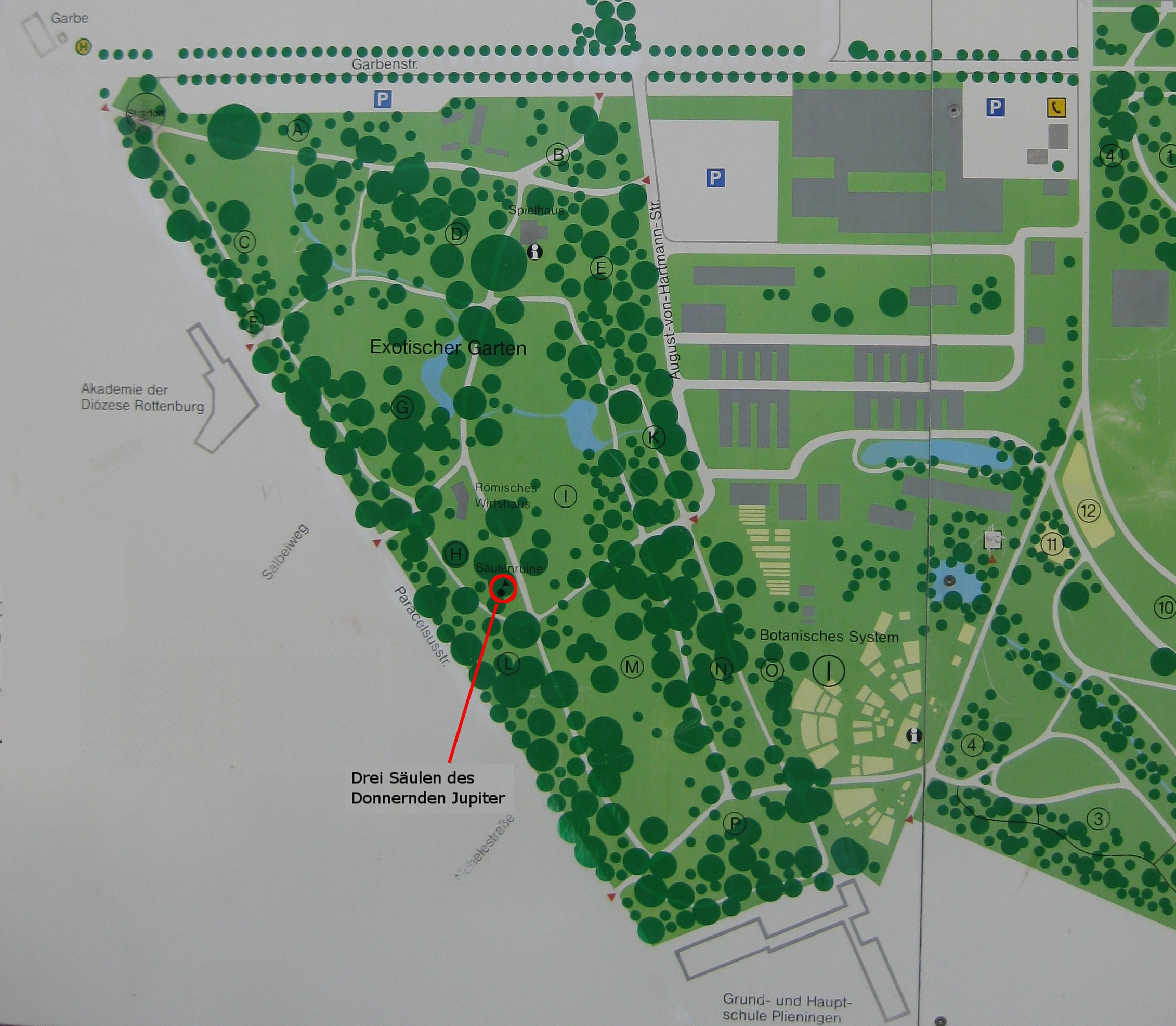
Exotischer Garten mit den Drei Säulen des Donnernden Jupiter, 2009.
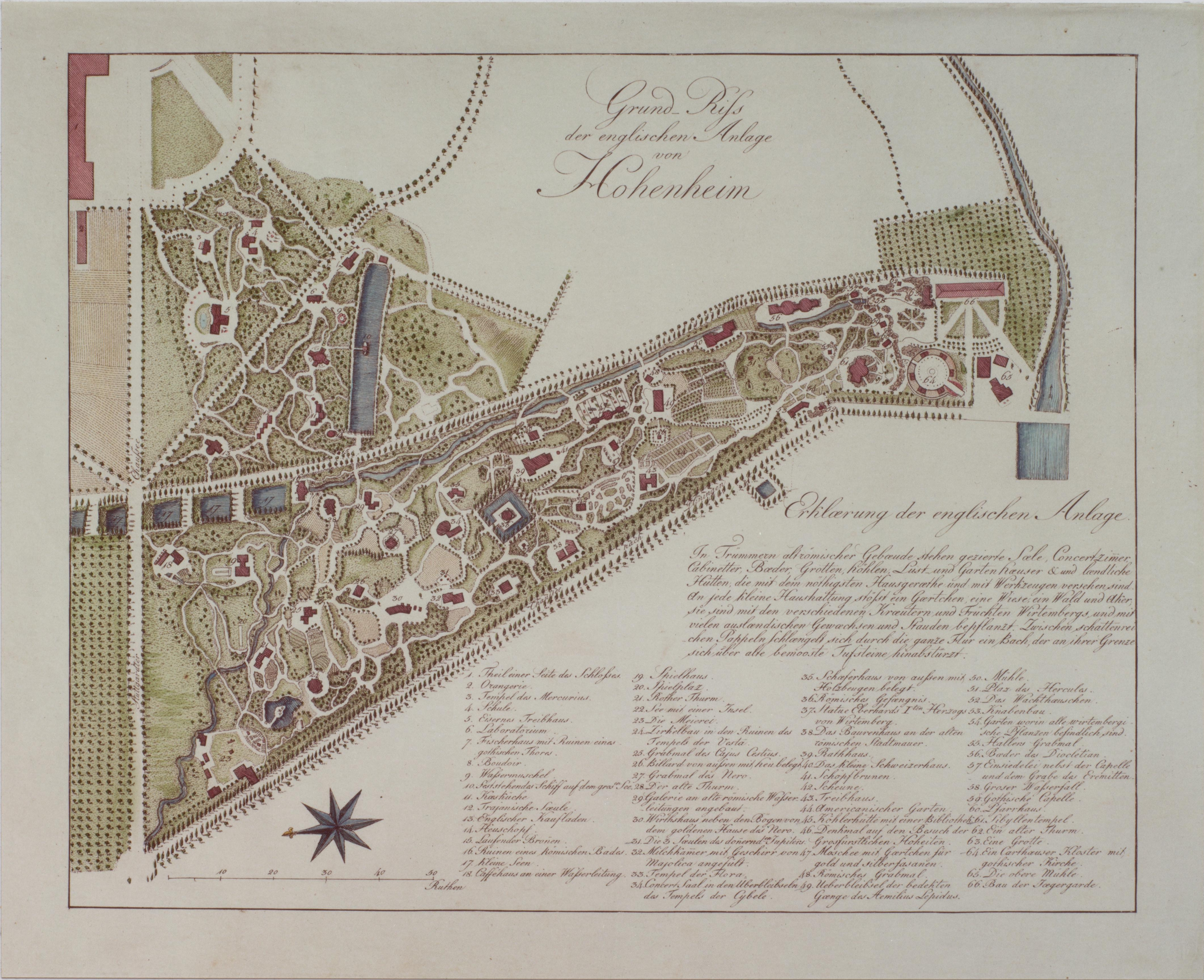
Viktor Heideloff: „Grund-Riss der englischen Anlage von Hohenheim“, 1795.

## Beschreibung

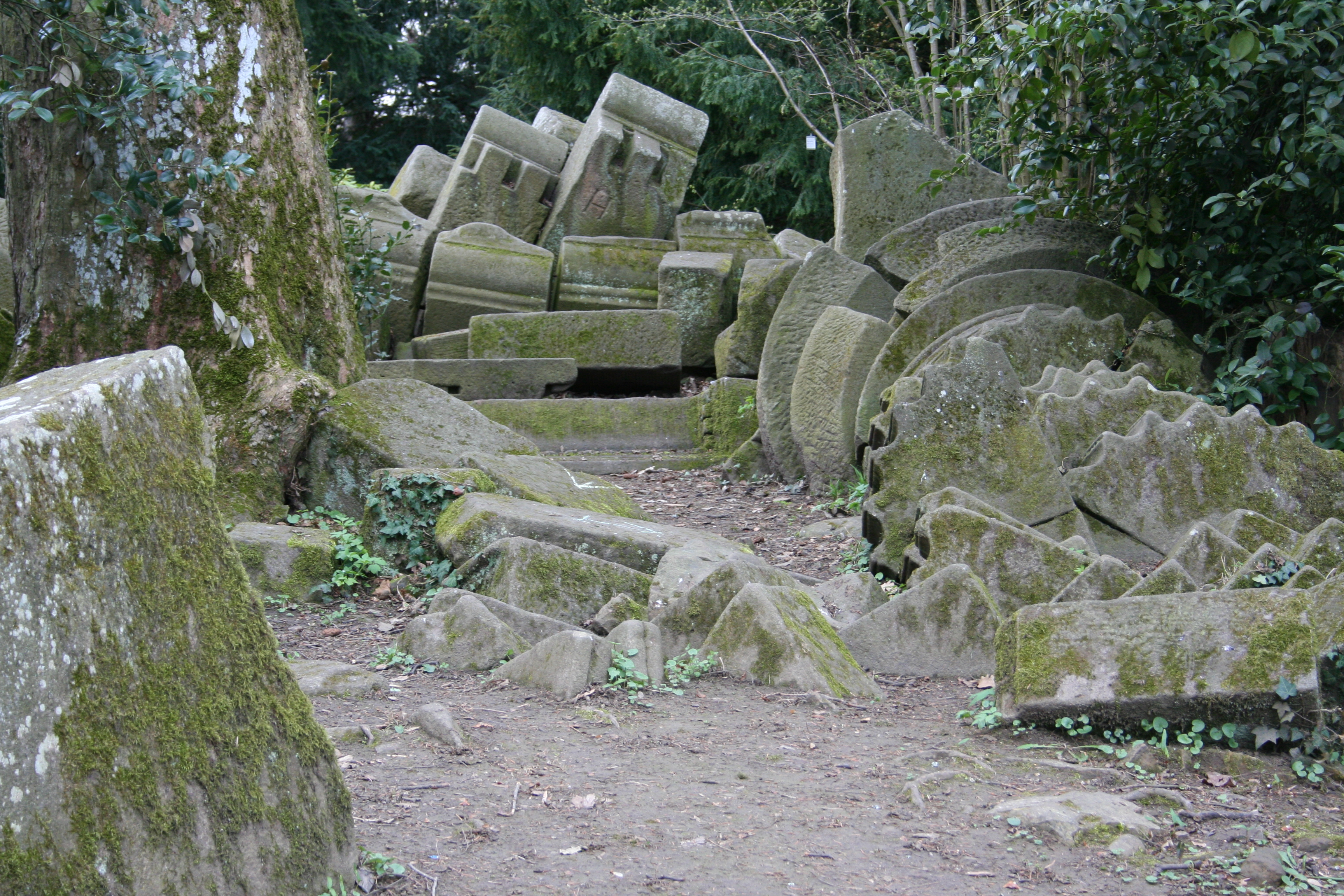
Trümmerfeld mit Säulentrommeln und Gebälkteilen.

Zur Zeit von Herzog Carl Eugen und seiner Frau Franziska von Hohenheim, den Schöpfern von Schloss Hohenheim und der Hohenheimer Gärten, wurde die „ländliche Kolonie inmitten der Ruinen einer römischen Stadt“ in Anlehnung an englische Vorbilder der Gartenkunst als „Englisches Dorf“ bezeichnet.
Unterhalb des Wirtshauses zur Stadt Rom (vom Haupteingang aus gesehen) erstreckt sich unter hohen Bäumen ein Wiesenstück von rund 10 Metern Durchmesser mit zwei Sitzbänken und den „Drei Säulen des Donnernden Jupiter“. Von den drei Säulen steht am Wegrand nur noch der Schaft der östlichen Säule. Dahinter liegt ein Trümmerfeld mit den Resten der zwei übrigen Säulen, der Kapitelle und des Gebälks. Die Ruinenarchitektur wurde aus Stubensandstein erstellt, der 1778 in der Plattenhardter Hut, einem Teil des Waldenbucher Forsts gebrochen wurde.
Der Schaft der aufrecht stehenden Säule steht auf einer 35 Zentimeter hohen gemauerten Basis und besteht aus fünfzehn je 28 Zentimeter hohen Trommeln. Das Kapitell einer der umgefallenen Säulen misst 53 Zentimeter. Die Gesamthöhe der Säulen betrug demnach 4,20 Meter ohne Kapitell und 4,73 Meter mit Kapitell. Der Umfang der sich leicht verjüngenden Säulen mit 24 Kanneluren beträgt im unteren Drittel 3,96 Meter. Das Triglyphengebälk war etwa 1,05 Meter hoch. Die Säulen hatten etwa die gleiche Größe über dem Boden wie die römischen Vorbilder, die bis zum Anfang des 19. Jahrhunderts zu zwei Dritteln eingegraben waren.

## Geschichte
Als Vorbild der Hohenheimer Ruinenreplik diente die Ruine des Tempels des Vespasian und des Titus auf dem Forum Romanum in Rom. Der Tempel wurde im 1. Jahrhundert nach Christus erbaut und war im 18. Jahrhundert zu einer Ruine verfallen, von der nur noch ein Teil des ehemaligen Tempelvorbaus übriggeblieben war. Die Ruine bestand aus drei Säulen mit korinthischen Kapitellen und dem aufliegenden Gebälk und war bis zum Anfang des 19. Jahrhunderts zu zwei Dritteln in der Erde versunken. Erst 1812 wurden die Säulen auf dem Forum Romanum bis auf die Fundamente freigelegt. Bis dahin hatte man die Ruine irrtümlich für die Überreste des Tempels des Donnernden Jupiter (lateinisch: Jupiter Tonans, italienisch: Giove Tonante) gehalten.
Die Ruinen der „Drei Säulen vom Tempel des Donnernden Jupiter“, kurz: „Drei Säulen des Donnernden Jupiter“, wurden um 1785 vollendet und sind dem Vorbilde „nachgefühlt“, ohne es zu imitieren. Gottlob Heinrich Rapp schrieb 1797 in seiner „Beschreibung des Gartens in Hohenheim“:
„Sie sind sehr wahrscheinlich als Nachahmung der Ueberbleibsel von dem Tempel des donnernden Jupiters am Fuß des capitolinischen Berges in Rom, hierher gesezt worden, ohne daß sie solche gerade vorstellen, sondern nur einen etwas ähnlichen Effect hervorbringen sollten.“
| - Giovanni Battista Piranesi: Tempio di Giove Tonante, 1756. | - Viktor Heideloff: Drei Säulen des Donnernden Jupiter, hinten: Wirtshaus zur Stadt Rom, 1795. | - Viktor Heideloff: Die Ruinen eines alten Tempels, 1795. | - Tempel des Vespasian und des Titus, 2014. |

Als Vorbild für die Replik dienten Kupferstiche von Giovanni Battista Piranesi. Er hatte erstmals 1756 in seinem vierbändigen Werk „Antiquitá romane“ eine Abbildung der Tempelruine veröffentlicht („Tempio di Giove Tonante“). Um 1785 vollendete der Bildhauer Gottfried Hornung die Hohenheimer Ruinenreplik, die in groben Zügen dem Vorbild entsprach.
Um 1795 schuf Viktor Heideloff 38 Auqatinta-Blätter mit Motiven aus dem Englischen Dorf, unter anderem auch ein Blatt mit den drei Säulen. Die Blätter wurden schwarzweiß in Rapps „Beschreibung des Gartens in Hohenheim“ veröffentlicht und koloriert in Heideloffs Sammelwerk „Ansichten des herzoglich-würtembergischen Landsizes Hohenheim“. Rapp bezeichnete die Replik als „Die Ruinen eines alten Tempels“, während sie in Heideloffs „Ansichten“ als „Die drey eingesunkenen Säulen“ bezeichnet wurden. In Heideloffs „Grund-Riss der englischen Anlage von Hohenheim“ wurden die Säulen als „Die 3 Saeulen des donnernden Jupiters“ bezeichnet.
Heideloffs Stiche  geben nicht die tatsächliche Ansicht der Tempelruine auf dem Forum Romanum wieder, sondern sind freie Kopien von Piranesis Vorlagen. So waren die Kapitelle der Hohenheimer Replik zum Beispiel dorisch und nicht wie beim Vorbild korinthisch.
Nach dem Tod von Herzog Carl Eugen 1793 ließen seine Nachfolger das Englische Dorf verfallen. Bei einem Erdbeben stürzten zwei der Säulen um, und das Gebälk und die Kapitelle stürzten ebenfalls zu Boden. Heute steht von den Säulen nur noch der Schaft der östlichen Säule, die Trommeln der übrigen Säulen und das Gebälk liegen als Trümmer am Boden verstreut.

## Des Sängers Fluch

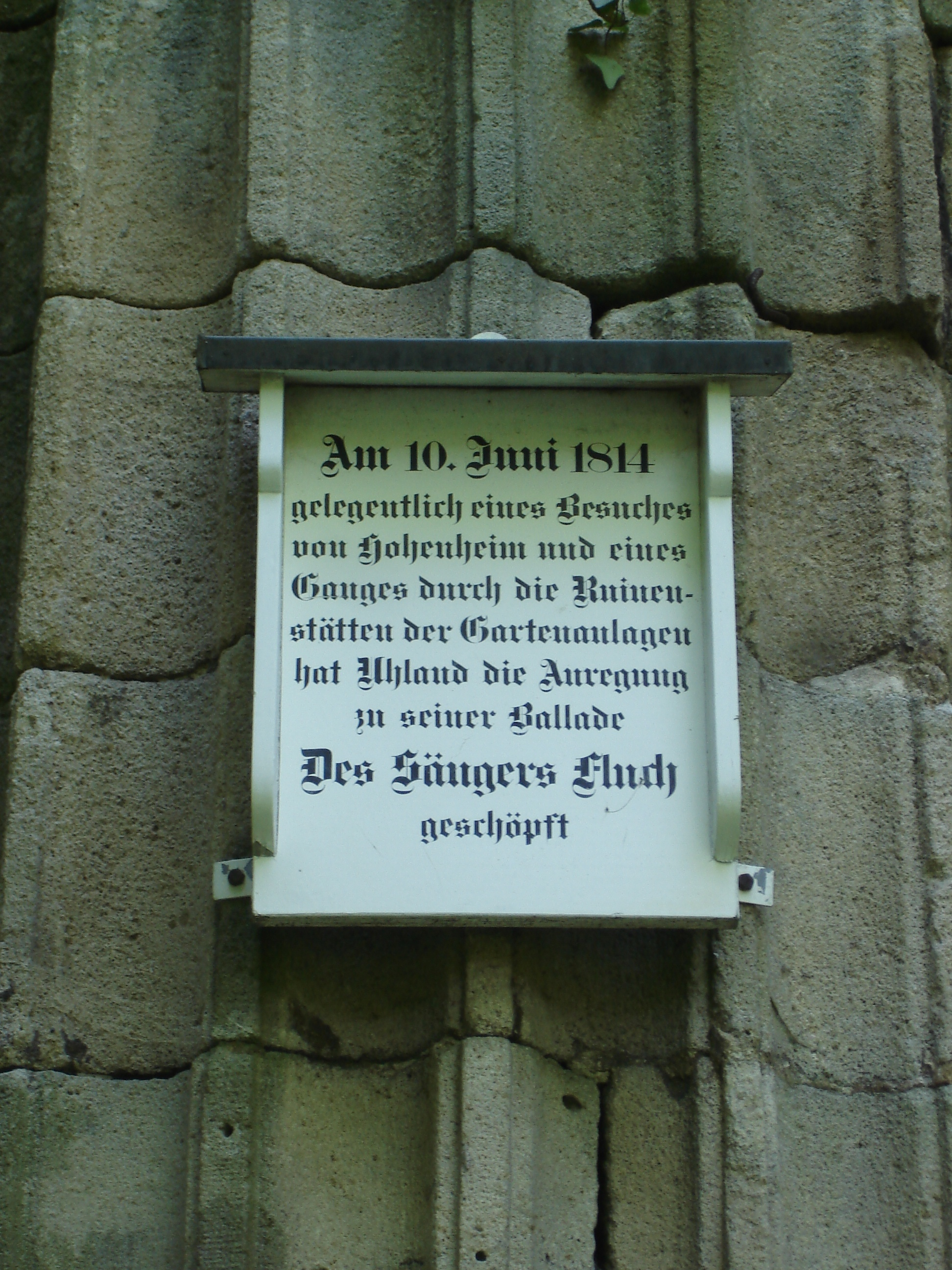
Hinweistafel an der aufrecht stehenden Säule des Donnernden Jupiter.

Seit 1810 beschäftigte sich Ludwig Uhland mit dem Stoff der schottischen Romanze „Der eifersüchtige König“, die Johann Gottfried Herder in seinem Sammelwerk „Volkslieder“ veröffentlicht hatte. Uhlands Projekt, daraus ein Drama zu gestalten, gedieh nur zu einem Fragment. Am 10. Juni 1814 begleitete er seinen Freund, den Rechtsanwalt Albert Schott nach Plieningen, der dort einen Termin auf dem Rathaus wahrzunehmen hatte. In seinem Tagebuch hielt Uhland fest, dass er anschließend einen Spaziergang mit Schott in den Hohenheimer Anlagen unternahm, die sich damals bereits in einem halbzerfallenen Zustand befanden. Drei Tage später notierte er: „Neues Auffassen der Romanze vom zerstörten Königsschloß“. Am 3. Dezember meldete er: „Angefangene Ausarbeitung der schon früher entworfenen Ballade: Des Sängers Fluch. Die Ballade bis auf Einiges beendet.“
Aus den Tagebuchnotizen schlussfolgerte die Nachwelt, dass Uhland bei seinem Spaziergang in den Hohenheimer Anlagen die zündende Idee für seine Ballade empfing. Die Verszeile „Noch eine hohe Säule zeugt von verschwundner Pracht“ in der vorletzten Strophe des Gedichts könnte darauf hindeuten, dass bereits 1814 nur noch eine Säule der Tempelruine aufrecht stand.